# Missão de Observadores das Nações Unidas em Prevlaka
A Missão de Observadores das Nações Unidas na Península de Prevlaka (também conhecido como UNMOP por sua sigla em inglês de United Nations Mission of Observers in Prevlaka) foi uma missão multinacional de manutenção de paz implantada na península de Prevlaka entre 1995 e 2002. A UNMOP foi estabelecida com a aprovação da Resolução 1038 do Conselho de Segurança das Nações Unidas em 15 de janeiro de 1996. Essa resolução indicou que uma nova missão de observação iria assumir as funções de verificação a desmilitarização da península de Prevlaka e áreas adjacentes até então realizadas pela Operação das Nações Unidas para Restauração da Confiança (UNCRO).
A desmilitarização de Prevlaka foi uma prioridade da Organização das Nações Unidas para evitar um possível novo conflito entre a Croácia e a Iugoslávia, países que disputavam a soberania da península. Antes da criação da UNMOP, em outubro de 1992, o Conselho de Segurança mediante a Resolução 779 ordenou que a Força de Proteção das Nações Unidas (FORPRONU) a responsabilidade de verificar a desmilitarização da península como uma de suas funções no âmbito de seu mandato.
A 15 de dezembro de 2002, após a expiração da última prorrogação do mandato autorizado pela Resolução 1437, a UNMOP finalizou suas operações. O Conselho de Segurança expressou sua satisfação pela estabilidade alcançada na área sob a vigilância da UNMOP e os avanços entre a Croácia e a Iugoslávia sobre a normalização das relações bilaterais ao obter um acordo sobre o estatuto da península de Prevlaka.